# Ildefons Suñol
Ildefonso Suñol y Casanovas (Barcelona, 1866-Barcelona, 1913) fue un abogado y político español, diputado en las Cortes de la Restauración por Barcelona.

## Biografía
Nació el 23 de enero de 1866 en Barcelona, se licenció en Derecho en 1886, alcanzó un gran prestigio como abogado y empezó su actividad política con los republicanos posibilistas del Ateneo Barcelonés, que presidiría en 1906. En 1899 fue uno de los fundadores del Centre Nacional Català y en 1901 también lo fue de la Lliga Regionalista. Fue elegido concejal del Ayuntamiento de Barcelona en noviembre de 1901, pero tras la actitud de Francisco Cambó ante la visita del rey Alfonso XIII a Barcelona, encabezó con Jaime Carner en 1904 el Centro Nacionalista Republicano, escisión izquierdista de la Liga.
Fue uno de los impulsores directos del diario El Poble Català junto a Joaquín Lluhí y Jaime Carner como alternativa a La Veu de Catalunya, en noviembre de 1904. En 1905 participó en la comisión de finanzas del ayuntamiento Barcelona. También fue elegido diputado al Congreso por Solidaridad Catalana en las elecciones de abril de 1907, y el 19 de octubre de ese año hizo un notable discurso contra el proyecto de ley de administración local del presidente del Consejo de Ministros, Antonio Maura.
Partidario de construir una fuerza unitaria catalanista, las discrepancias que provocaron en Solidaridad Catalana la ley de Maura, acentuadas tras la Semana Trágica, le hicieron pesimista y decidió renunciar al acta de diputado en 1908, apartándose totalmente de la vida política activa. Sin embargo, fue uno de los firmantes de las bases constitutivas de la Unión Federal Nacionalista Republicana el 1 de abril de 1910. Fue tío de Josep Suñol. Falleció el 21 de agosto de 1913 en Barcelona.

## Obras
- Breves consideraciones sobre el problema social (1891)
- Barcelona. Catalunya (1910)